# Vitesse moto
 (décembre 2024).
Les Grands Prix de vitesse sont une discipline du sport motocycliste consistant en courses de vitesse disputées sur des circuits asphaltés.

## Généralités Grands Prix
Les premiers Grands Prix de vitesse moto sous l'appellation championnat, les championnats d'Europe de vitesse moto, sont apparus en 1924. En 1949, ils sont renommés championnat du monde.
En compétitions internationales, organisées par la Fédération internationale de motocyclisme (FIM), trois catégories existent : Moto3, Moto2 et MotoGP. 
- En catégorie Moto3, sont acceptées les motos à moteur 4-temps monocylindre de 250 cm3, avec un poids minimum (machine + pilote) de 148 kg ;
- En catégorie Moto2, toutes les motos sont équipées du même moteur 4-temps de 765 cm3 développé par Triumph, issu de la Street Triple RS, châssis de série interdits ;
- En catégorie MotoGP, sont acceptées les machines à moteurs 4-temps de 1 000 cm3, de quatre cylindres maximum.

### Catégories disparues
- Les 350 cm3 en 1982
- Les 50 cm3, remplacés par les 80 cm3
- Les 80 cm3 (de 1984 à 1989)
- Les side-cars
- Les 750 cm3, qui n'ont eu qu'une brève existence de 1973 à 1979
- Les 500 cm3, remplacés par les 990 cm3 4-temps en 2002 (les 500 cm3 2-temps seront théoriquement acceptés jusqu'en 2006)
- Les 990 cm3, remplacés par les 800 cm3 en 2007
- Les 250 cm3, remplacés par les 600 cm3 4-temps (catégorie rebaptisée Moto2) à partir de la saison 2010
- les 125 cm3 2-temps, remplacés par les 250 cm3 4-temps monocyclindre (catégorie rebaptisée Moto3) à partir de la saison 2012
- Les 800 cm3, remplacés par les 1 000 cm3 à partir de la saison 2012
- Les 1 000 cm3, remplacés par les 850 cm3 à partir de la saison 2027

## Compétitions
- Championnats du monde de vitesse moto
- Championnat du monde de Superbike
- Championnat du monde de Supersport
- Championnat du monde side-car
- AMA Superbike Championship
- British Superbike Championship
- Championnat de France Superbike
- Canadian Superbike Championship (en)